# Lepidochrysops guichardi
Lepidochrysops guichardi is een vlinder uit de familie van de Lycaenidae. De wetenschappelijke naam van de soort is voor het eerst geldig gepubliceerd in 1949 door Gabriel.